# 袁添祿
袁添祿，「添」一作「天」，字明福，湖廣衡山縣人，明朝政治人物。

## 生平
其家在衡山巾紫峰下。永樂元年（1403年）癸未科湖廣鄉試第一名舉人，永樂二年（1404年），袁添祿聯捷甲申科進士，授翰林院庶吉士。明成祖命解縉選士，其從進士中選袁添祿入文淵閣。改吏部考功司主事。